# Riccardo Pallotta
Riccardo Pallotta (* 1996 in Augsburg) ist ein deutscher Schauspieler.

## Leben
Riccardo Pallotta stammt aus einer deutsch-italienischen Familie und wuchs in seiner Geburtsstadt Augsburg auf. In seiner Jugend war er als Turniertänzer für den Deutschlandkader in der Klasse „Boogie Woogie“ aktiv. Pallotta studierte zunächst Internationales Handelsmanagement. Erste Bühnenerfahrungen sammelte Pallotta in einer Musicalproduktion am Staatstheater Augsburg. Von 2019 bis 2023 absolvierte er sein Schauspielstudium an der Musik und Kunst Privatuniversität (MUK) in Wien. 2020 wurde er mit dem Kunstförderpreis der Stadt Augsburg im Bereich Schauspiel ausgezeichnet.
2022 gastierte er am Landestheater Niederösterreich als Soldat in Arthur Schnitzlers Schauspiel Der Reigen. 2022 war er am Stadttheater Gmunden mit einer szenischen Lesung des Schauspiels Freiwild von Arthur Schnitzler zu Gast. 2023 trat er am Volkstheater Wien unter der Regie von Jo Fabian in der Produktion Universal Robots oder Zimmer 21 (nach Karel Čapek) auf. Im Sommer 2023 war er unter der Regie von Joachim Gottfried Goller bei den Salzburger Festspielen für die deutschsprachige Erstaufführung des Kindertheaterstücks Fiesta von Gwendoline Soublin engagiert.
Seit der Spielzeit 2023/24 ist er festes Ensemblemitglied am Jungen Staatstheater Karlsruhe. Dort trat er bisher u. a. als Pinocchio, als Räuber Hotzenplotz und in der Produktion dragfruit, bei der er auch für Konzept und Regie verantwortlich war, auf.
Riccardo Pallotta wirkte auch bereits in einigen Film- und TV-Produktionen (Dahoam is Dahoam, Sturm der Liebe) mit. In der 24. Staffel der ZDF-Serie Die Rosenheim-Cops (2024) übernahm er eine Episodenrolle als Hufschmied Urs Heftrich.
Pallotta lebt in Karlsruhe.

## Filmografie
- 2015: Watch Your Step (Kurzfilm, Kurzfilmfestival Stuttgart)
- 2015: Chiamatemi Francesco – Il Papa della gente (Kinofilm)
- 2015–2020: Dahoam is Dahoam (Fernsehserie, Serienrolle)
- 2018: Sturm der Liebe (Fernsehserie, Episodenrolle)
- 2023: Steirerangst (Fernsehreihe)
- 2024: Die Rosenheim-Cops: Jubiläum in Rosenheim (Fernsehserie, Episodenrolle)